# Josef Joachim Menzel
Josef Joachim Menzel (ur. 19 czerwca 1933 w Miłowicach, zm. 29 sierpnia 2020 w Moguncji) – niemiecki mediewista i historyk specjalizujący się w historii Śląska.
Studiował historię, filologię klasyczną i germanistykę w Münster i Heidelbergu. Zdał egzamin państwowy w 1959, doktorat uzyskał w 1962, habilitację w 1970. W 1972 został adiunktem, a w 1978  profesorem na Uniwersytecie Johannesa Gutenberga w Moguncji.

## Publikacje
- Jura ducalia. Die mittelalterlichen Grundlagen der Dominialverfassung in Schlesien. Würzburg 1964[4]
- Die schlesischen Lokationsurkunden des 13. Jahrhunderts. Studien zum Urkundenwesen, zur Siedlungs-, Rechts- und Wirtschaftsgeschichte einer ostdeutschen Landschaft im Mittelalter. Würzburg 1977[5]
- Alternativ-Empfehlungen zur Behandlung der deutsch-polnischen Geschichte in den Schulbüchern. Moguncja 1978 (wraz z Wolfgangem Stribrnym i Eberharded Völkerem) ISBN 3-7758-0973-2[6]
- Schlesien als Gegenstand interdisziplinärer Forschung. Sigmaringen 1986 (wraz z Lotharem Bosslem, Gundolfem Keilem i Eberhardem Günterem Schulzem)
- Der Aufbruch Europas nach Osten im Mittelalter. Abschiedsvorlesung gehalten am 7. Juli 1998 im Philosophicum der Johannes-Gutenberg-Universität zu Mainz. Moguncja 1998 ISBN 3-00-004012-9.